# Deutsche Post
Deutsche Post AG (tiếng Việt: Bưu điện Đức), hoạt động dưới tên thương mại Deutsche Post DHL Group, là một công ty quản lý chuỗi cung ứng và giao hàng trọn gói đa quốc gia của Đức có trụ sở ở Bonn, Đức. Đây là một trong những công ty chuyển phát nhanh lớn nhất thế giới. Bộ phận bưu chính chuyển phát 61 triệu lá thư mỗi ngày ở Đức, giúp nó trở thành công ty lớn nhất lĩnh vực này ở Châu Âu. Bộ phận bưu kiện có tên gọi là DHL (100% vốn của Deutsche Post) đang hoạt động tại hơn 220 quốc gia và vùng lãnh thổ.
Deutsche Post tiền thân là cơ quan thư tín Đức Deutsche Bundespost, cơ quan này được tư nhân hóa năm 1995 và trở thành doanh nghiệp hoàn toàn độc lập năm 2000. Kể từ khi tư nhân hóa, Deutsche Post đã mở rộng mạnh mẽ lĩnh vực kinh doanh của mình qua việc sát nhập. Cuối năm 2014, tập đoàn này mua lại StreetScooter GmbH, một nhà sản xuất xe điện nhỏ. Hai năm sau đó, nó thâu tóm UK Mail, một công ty bưu chính ở Anh với số tiền 315,5 triệu USD (tương đương 243 triệu bảng). Từ đó công ty này trở thành một bộ phận của mạng lưới bưu chính của Deutsche Post ở Châu Âu.
Lợi nhuận trước lãi vay và thuế (EBIT) của Deutsche Post DHL Group năm 2016 là 3,491 tỷ euro (tăng 44,8% so với năm 2015), với lợi nhuận ròng là 2,64 tỷ euro trên doanh thu 57,334 tỷ euro. Lợi nhuận trên vốn trước thuế là 27,7%. Fitch đã chấm điểm tín dụng dài hạn của tập đoàn  vào tháng 11 năm 2016 ở mức BBB+ với triển vọng Ổn định.
Deutsche Post AG được niêm yết trên Börse Frankfurt (Sở giao dịch chứng khoán Frankfurt) với mã DPW và nằm trong rổ chỉ số thị trường chứng khoán Euro Stoxx 50. Năm 2016, 20,5% cổ phần tập đoàn thuộc về ngân hàng quốc doanh KfW; 79,5% trên thị trường tự do, trong đó: các nhà đầu tư tổ chức nắm 65,6% còn các nhà đầu tư cá nhân nắm 10,8% cổ phần.

## Lịch sử
Deutsche Post DHL Group đã trở thành một công ty toàn cầu lớn trong vòng 2 thập kỷ. Dưới đây là các mốc thời gian quan trọng trong quá trình phát triển của tập đoàn này:
- 2 tháng 1 năm 1995: Deutsche Bundespost Postdienst trở thành Deutsche Post AG sau khi tư nhân hóa. Chính phủ Đức tiếp tục sở hữu lượng lớn cổ phần công ty; Ngân hàng Tái thiết Đức (KfW) của nhà nước nắm 50% cổ phần công ty.
- 1998: Deutsche Post bắt đầu thâu tóm cổ phần của DHL International.
- 1999: Deutsche Post World Net mua lại công ty giao hàng Van Gend & Loos từ tập đoàn Nedlloyd của Hà Lan và năm 2000 mua lại công ty giao hàng Danzas của Thụy Sĩ.
- 20 tháng 11 năm 2000: Deutsche Post AG trở thành công ty hoàn toàn tư nhân, với một Ban Giám đốc mới, tiến hành IPO trên Sàn giao dịch chứng khoán Frankfurt. Chính phủ Đức đã bán 1/3 số cổ phần và ngân hàng KfW bán một số cổ phần.[11]
- Tháng 12 năm 2002: Deutsche Post AG thâu tóm số cổ phần còn lại của DHL International.
- Tháng 8 năm 2003: Công ty mua lại Airborne Express có trụ sở ở Seattle (thành lập năm 1946). Công ty đã hợp nhất Van Gend & Loos, Danzas, Airborne Express, và EuroExpress của chính nó vào DHL để cho ra đời DHL Express.
- Tháng 12 năm 2005: Tập đoàn thâu tóm công ty logistics Exel của Anh trị giá 3,7 tỷ bảng (5,5 tỷ euro); Exel cung cấp dịch vụ vận tải cho các khách hàng doanh nghiệp.
- 2006: DHL GlobalMail UK sát nhập với Mercury International.
- Tháng 12 năm 2014: Tập đoàn mua lại StreetScooter GmbH, một nhà sản xuất xe điện nhỏ ở Aachen, Đức.
- Tháng 12 năm 2016: Tập đoàn hoàn tất việc mua lại UK Mail, "một trong những đơn vị vận chuyển thư từ, bưu phẩm hợp nhất lớn nhất Anh quốc" - với số tiền 315,5 triệu USD (~243 triệu bảng). UK Mail trở thành một bộ phận của mạng lưới bưu chính của Deutsche Post ở Châu Âu, mặc dù trang web của nó chỉ thông báo về mối quan hệ với DHL Express.[5][12]
- Tháng 2 năm 2019: Thông qua các động thái của Frank Appel và Pablo Ciano, tập đoàn đã đạt một thỏa thuận với SF Express (SF Holding) để chuỗi cung ứng của mình hoạt động ở Trung Quốc.[13]

## Số liệu tài chính
| Năm            | 2011    | 2012    | 2013    | 2014    | 2015    | 2016    | 2017    | 2018    | 2019    | 2020    |
| -------------- | ------- | ------- | ------- | ------- | ------- | ------- | ------- | ------- | ------- | ------- |
| Doanh thu      | 52,829  | 55,512  | 55,085  | 56,630  | 59,230  | 57,334  | 60.444  | 61,550  | 63,341  | 66,806  |
| Lợi nhuận ròng | 1,163   | 1,658   | 2,091   | 2,071   | 1,540   | 2,639   | 2,713   | 2,075   | 2,623   | 2,979   |
| Tài sản        | 38,408  | 34,121  | 35,478  | 36,979  | 37,870  | 38,295  | 38,672  | 50,470  | 52,169  | 55,307  |
| Số nhân viên   | 423.348 | 428.287 | 435.520 | 443.784 | 450.508 | 459.262 | 472.208 | 499.018 | 499.250 | 521.842 |